# 黑色铁角蕨
黑色铁角蕨（学名：Asplenium adiantumnigrum var. yuanum）为铁角蕨科铁角蕨属下的一个变种。

## 扩展阅读
- 維基物種上的相關：黑色铁角蕨